# Pablo Heredia
Pablo Nicolás Heredia Kovacic (Río Grande, Tierra del Fuego, 11 de junio de 1990) es un futbolista argentino nacionalizado chileno que juega como arquero.

## Biografía
Se inició en el club San Martín de Río Grande, en Tierra del Fuego. Años después, en el 2005, se probó en Belgrano y terminó quedando. Luego jugó en las inferiores del club e integraba el plantel profesional para las pretemporadas del equipo principal. Estuvo en la Selección Argentina Sub-20. Fue gran partícipe del campeonato de Belgrano en la cuarta división de AFA atajando en momentos claves la definición de penales frente a Lanús.
Debutó en Primera División enfrentando a Boca en la Bombonera a cancha vacía, fue triunfo 3 a 2 para los "Piratas" teniendo una aceptable presentación.
En 2016, fue anunciado como nuevo jugador de Central Córdoba (SdE) de la Primera B nacional.En enero de 2018, fue anunciado como refuerzo de Unión La Calera de la Primera División de Chile, donde fue tercer arquero tras Augusto Batalla y Lucas Giovini. Tras no ver minutos de juego, en enero de 2020 ficha por San Luis de Quillota de la Primera B chilena.En febrero de 2021, renueva su contrato por una temporada con el equipo quillotano.
En enero de 2022, es anunciado como nuevo jugador de Unión San Felipe de la Primera B Chilena. Tras el partido de vuelta por los Cuartos de final de los Play-Offs de la Primera B 2023, Heredia anunció el fin de su contrato con el Uní-uní.

## Clubes
| Club             | País      | Año       | PJ | G.R |
| ---------------- | --------- | --------- | -- | --- |
| Belgrano         | Argentina | 2005-2016 | 11 |     |
| Central Córdoba  | Argentina | 2016-2018 | 3  | -7  |
| Unión La Calera  | Chile     | 2019      | 0  | 0   |
| San Luis         | Chile     | 2020-2021 | 36 | -37 |
| Unión San Felipe | Chile     | 2022-2023 | 0  | 0   |